# Polymorphus sphaerocephalus
Polymorphus sphaerocephalus is een soort in de taxonomische indeling van de Acanthocephala (haakwormen). De worm wordt meestal 1 tot 2 cm lang. Ze komen algemeen voor in het maag-darmstelsel van ongewervelden, vissen, amfibieën, vogels en zoogdieren.
De haakworm komt uit het geslacht Polymorphus en behoort tot de familie Polymorphidae. Polymorphus sphaerocephalus werd in 1947 beschreven door Harley Jones Van Cleave.